# Chilocorus nigritus
Chilocorus nigritus är en skalbaggsart som först beskrevs av Fabricius 1798.  Chilocorus nigritus ingår i släktet Chilocorus och familjen nyckelpigor. Inga underarter finns listade i Catalogue of Life.